# Hrib (Chorwacja)
Hrib – wieś w Chorwacji, w żupanii primorsko-gorskiej, w mieście Čabar. W 2011 roku liczyła 109 mieszkańców.